# Brug 818
Brug 818 is een bouwkundig kunstwerk in Amsterdam-Zuid.
Deze vaste brug vormt de verbinding tussen Buitenveldert en het uiterste zuiden van Amsterdam, zijnde de Kalfjeslaan. Vanuit Buitenveldert leidt een voet- en fietspad vanuit Reimersbeek over de brug naar het park 't Kleine Loopveld waarna met de Kalfjeslaan bereikt. Daarop aansluitend kan de verkeersdeelnemer eventueel via opnieuw een brug de gemeente Amstelveen in (Laan van Kronenburg). De brug is ontworpen door Dirk Sterenberg werkend voor de Dienst der Publieke Werken, die veel bruggen voor de stad ontwierp. Vanaf november 1963 tot en met maart 1965 werd er gewerkt aan de brug waarbij de betonnen paalfundering in april 1964 de grond in ging. Van het ontwerp maakte een sabbatketting (ter afsluiting van de stad) deel uit, maar deze is later verwijderd. De op de overspanning geplaatste zitbankjes maken deel uit van het ontwerp van de brug.

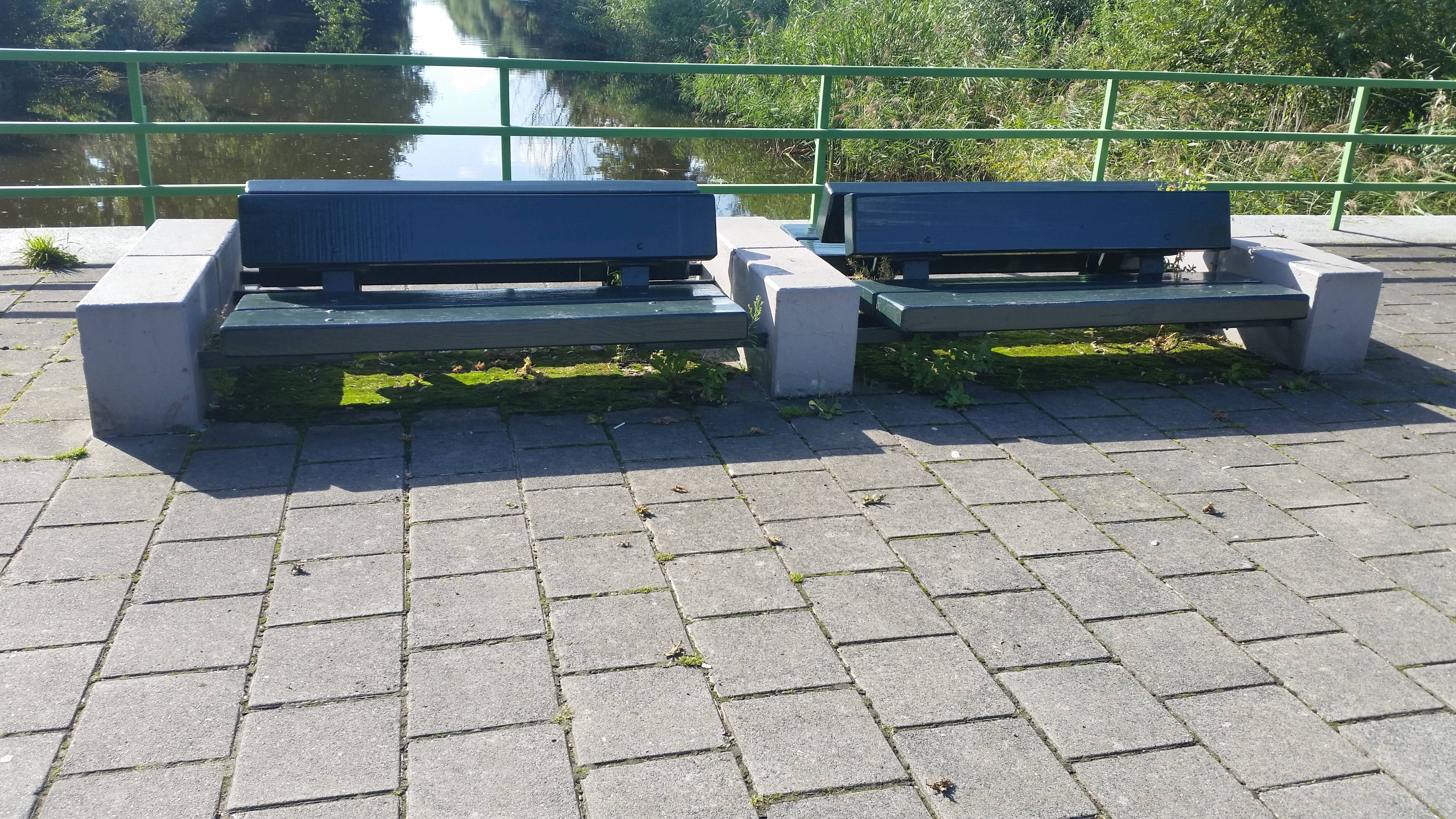
Bankjes (september 2019)

## Busbaan
In 2000 was er een plan voor een busbaan tussen het oostelijk deel van Buitenveldert en Kronenburg ter verkorting van de route van de toenmalige bus 165 (en mogelijk ook 65). De gemeente Amstelveen was hier een groot voorstander van vooral in het belang van de bewoners van de wijk Bankras/Kostverloren die nu per bus een grote omweg moesten maken. Amstelveen werd hierbij gesteund door de gemeente Amsterdam. Hiervoor zou door Reimersbeek een busbaan met bussluis moeten worden aangelegd en hierbij zou de brug moeten worden aangepast of vervangen in verband met het beperkte draagvermogen. De bewoners van Reimersbeek waren hier echter fel op tegen vanwege de beperkte ruimte en vrees voor overlast. De busbaan langs de oostkant van Bankras/Kostverloren kwam er wel en werd in 2003 geopend. Frapant hierbij is dat sinds de opheffing van de laatste buslijn hier in 2017 de busbaan niet meer wordt gebruikt. De busbaan en bussluis door Reimersbeek en aanpassing of vervanging van de brug is echter door de protesten van de bewoners en steun van de stadsdeelraad nooit tot stand gekomen.
<<< · 801 · 802 · 803 · 804 · 805 · 808 · 811 · 812 · 813 · 814 · 815 · 816 · 817 · 818 · 819 · 820 · 821 · 822 · 823 · 824 · 825 · 826 · 827 · 828 · 829 · 830 · 831 · 832 · 833 · 834 · 835 · 836 · 837 · 838 · 839 · 840 · 841 · 842 · 844 · 845 · 846 · 848 · 849 · 850 ·  854 · 856 · 857 · 858 · 859 · 860 · 863 · 864 · 865 · 866 · 867 · 868 · 869 · 870 · 871 · 872 · 873 · 875 · 876 · 877 · 889 · 890 · 891 · 892 · 893 · 895 · 896 · 897 · 898 · 899 · >>>
Brugnummers 800, 806, 807, 809, 810, 843 (gesloopt, Uilenstede, Amstelveen), 847 (Uilenstede, Amstelveen) , 851 (gesloopt, Dirk Sterenberg), 852 (gesloopt, Dirk Sterenberg), 853 (gesloopt, Dirk Sterenberg), 855, 861, 862, 874, 878, 879, 880, 881, 882, 883, 884, 885, 886, 887, 888, 894 zijn niet (meer) vergeven.